# Boulpon
Boulpon är en ort i Burkina Faso.   Den ligger i regionen Centre-Ouest, i den centrala delen av landet, 70 km nordväst om huvudstaden Ouagadougou. Boulpon ligger 303 meter över havet och antalet invånare är 4 432.
Terrängen runt Boulpon är platt. Närmaste större samhälle är Boussé, 18,8 km öster om Boulpon.
Omgivningarna runt Boulpon är i huvudsak ett öppet busklandskap. Runt Boulpon är det ganska tätbefolkat, med 100 invånare per kvadratkilometer.